# جاكوب ميلمان
جاكوب ميلمان (بالأوكرانية: Якоб Мільман) من مواليد 1911 في Novohrad-Volynskyi, أوكرانيا توفي في 22 مايو 1991 في Longboat Key، فلوريدا كان أستاذ في الهندسة الكهربائية في جامعة كولومبيا.
حصل ميلمان على الدكتوراه من معهد ماساتشوستس للتكنولوجيا في عام 1935. انضم إلى جامعة كولومبيا في عام 1951، وتقاعد في عام 1975. كتب ميلمان ثمانية كتب في الإلكترونيات، من عام 1941 إلى عام 1987. 
سميت مبرهنة ميلمان، في الهندسة الكهربية، نسبة إليه (وتعرف كذلك باسم مبرهنة المولد الموازي).
عام 1970 تلقى ميلمان ميدالية IEEE Education Medal

## وصلات خارجية
- NY Times Obituary